# Natasha Gregson Wagner
Natasha Gregson Wagner (* 29. září 1970 Los Angeles, Kalifornie, USA) je americká herečka.
Je dcerou americké herečky Natalie Wood a britského producenta Richarda Gregsona. V roce 1972 se její matka znovu vdala za herce Roberta Wagnera, jenž tehdy dvouletou Natashu adoptoval.

## Filmografie (výběr)
- 1995: Mindripper
- 1997: Lost Highway
- 1997: Dogtown
- 1997: The Way We Are (Quiet Days in Hollywood)
- 1997: Another Day In Paradise
- 1998: Two Girls and a Guy
- 1998: Ally McBeal
- 1998: Urban Legend
- 1999: Chicago Hope
- 1999: Knocked Out (Play It to the Bone)
- 1999: Revenant
- 2000: Stranger Than Fiction
- 2000: High Fidelity
- 2001: Sol Goode
- 2002: John Carpenter’s Vampires: Los Muertos
- 2005: Cold Case
- 2005: Médium
- 2005–2007: The 4400
- 2006: Emergency Room ER
- 2008: Kriminálka Las Vegas
- 2008: Dr. House
- 2010: The Closer
- 2012: Sex Killer